# Cuneatibacter
Cuneatibacter es un género de bacterias grampositivas de la familia Lachnospiraceae. Actualmente (2023) sólo contiene una especie: Cuneatibacter caecimuris. Fue descrito en el año 2016. Su etimología hace referencia a la forma de cuña. El nombre de la especie hace referencia al ciego del intestino de ratón. Es aerobia estricta. Las células miden 2-3 μm de largo. Crece en agar sangre tras 2-3 días de incubación a 37 °C. Tiene un contenido de G+C de 49,1%. Se ha aislado del intestino de un ratón en Alemania.